# Saidai-ji

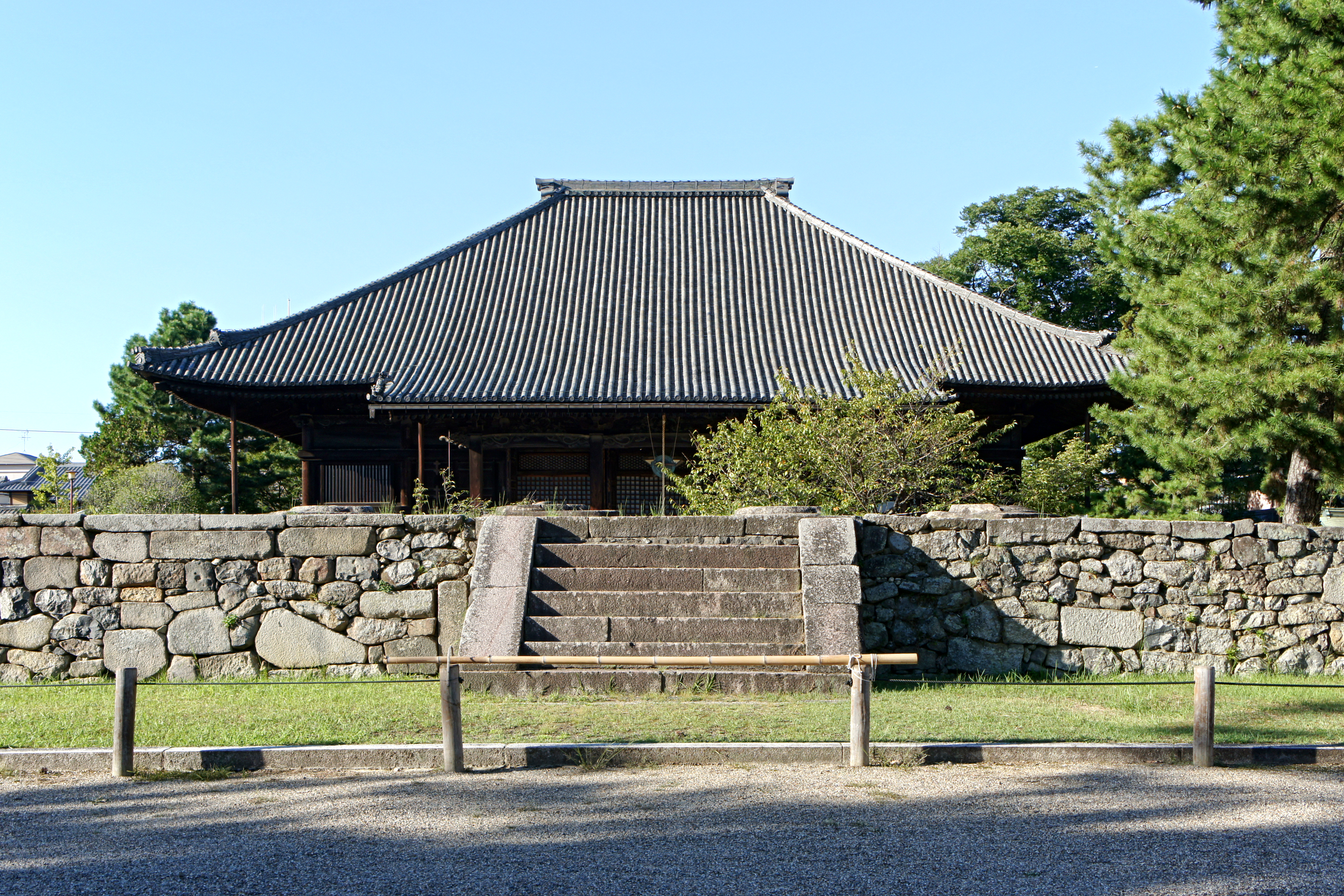
Im Vordergrund das Pagodenfundament, im Hintergrund die Haupthalle (本堂, hondō) des Tempels

Der Saidai-ji (jap. 西大寺) ist ein buddhistischer Tempel in der japanischen Stadt Nara. Der „westliche große Tempel“ wurde als Gegenstück zum Tōdai-ji („östlicher großer Tempel“) im Jahr 765 auf Befehl der Shōtoku-tennō in der damaligen Hauptstadt Japans Heijō-kyō erbaut.
In der Nara-Zeit war der Saidai-ji ein Zentrum für Sanron-Studien. In der Heian-Zeit kam der Tempel dann unter die Kontrolle des Kōfuku-ji der Hossō-shū.
Unter dem Shingon-Mönch Eison (叡尊; 1201–90), der in der Kamakura-Zeit die Shingon-Ritsu-Bewegung (bestehend aus Shingon- und Risshū-Studien) initiierte, wurde der Saidai-ji ein Zentrum für Vinaya-Studien. Eison wurde dort als Vorsteher von seinem Schüler Shinkū (信空) abgelöst.
In der Meiji-Zeit wurde der Tempel vollständig unabhängig und als Haupttempel der zur eigenen Schule Shingon-Risshū (真言律宗) avancierten Bewegung anerkannt.
Eine der populärsten Zeremonien am Saidai-ji ist die aus der Kamakura-Zeit stammende Tee-Zeremonie namens Ō-chamori (大茶盛), die am zweiten Sonntag im April und dem vorhergehenden Samstag sowie am zweiten Sonntag im Oktober stattfindet. Dabei wird Matcha in überdimensionierten Teeschalen (Durchmesser >50 cm) mit riesigen Chasen zubereitet.